# Lyngbymotorvejen
Lyngbymotorvejen är en kort motorväg mellan Virum och Lyngby, norr om Köpenhamn i Danmark.
Vid sin början i Virum, utgör den fortsättningen söderut av Kongevejen (sekundærrute 201) från Hillerød på Nordsjälland, och ansluter vid Kongens Lyngby till motorvägskorsningen med Motorring 3 och Helsingørmotorvejen (E47/E55).
Lyngbymotorvejen och Ådalsmotorvejen (eller Sønderbroindføringen, i Ålborg) är Danmarks enda kommunala motorvägar. Lyngbymotorvejen administreras av Lyngby-Taarbæks kommun och inte av Vejdirektoratet.
Fortsättningen söder om Motorring 3, ned mot Hans Knudsens Plads på yttre Østerbro, ingick tidigare i Lyngbymotorvejen, men ändrades 2005 av Vejdirektoratet till att ingå i Helsingørmotorvejen (som här sammanfaller med primærrute 19).

## Trafikplatser
|  | Nr | Namn        | Skyltning                                          |
|  | -- | ----------- | -------------------------------------------------- |
|  |    | Kgs. Lyngby | 19 E 47 E 55 Helsingør, Köpenhamn C, Rødby, Gedser |
|  | () |             | Lyngby                                             |
|  | () |             | Sorgenfri                                          |
|  | () |             | Lyngby N                                           |